# Ernest Pagano
Ernest Pagano (16 de janeiro de 1901 — 29 de abril de 1953) foi um roteirista norte-americano. Ele escreveu os roteiros para 66 filmes entre 1927 e 1947.
Ele nasceu em Florence, Colorado, e morreu em Los Angeles, Califórnia, de um ataque cardíaco. Seu irmão, Jo Pagano, foi um romancista e roteirista.

## Filmografia parcial
- The Merry Monahans (1944)
- The Flying Irishman (1939)
- Vivacious Lady (1938)
- Shall We Dance (1937)
- The Lure of Hollywood (1931)
- Windy Riley Goes Hollywood (1931)
- Crashing Hollywood (1931)
- Pete and Repeat (1931)
- Three Hollywood Girls (1931)